# Акжаїицький сільський округ
Акжаїи́цький сільський округ (каз. Ақжайық ауылдық округі, рос. Акжаиыкский сельский округ) — адміністративна одиниця у складі Махабетського району Атирауської області Казахстану. Адміністративний центр та єдиний населений пункт — село Акжайик.
Населення — 1128 осіб (2021; 1179 у 2009, 1214 у 1999, 1041 у 1989).
Станом на 1989 рік існувала Акжаїцька сільська рада (села Акжайк, Кумшиганак).

## Склад
До складу округу входять такі населені пункти:
| Населений пункт  | Колишні назви | Населення, осіб (1989) | Населення, осіб (1999) | Населення, осіб (2009) | Населення, осіб (2021) |
| ---------------- | ------------- | ---------------------- | ---------------------- | ---------------------- | ---------------------- |
| Акжайик, село    | Акжайк        | 964                    | 1214                   | 1179                   | 1128                   |
| Кумшиганак, село | -             | 77                     | -                      | -                      | -                      |